# Masse stellaire
La masse stellaire est la masse d'une étoile. Elle est généralement dénombrée en termes de masse du Soleil, ou masse solaire (notée M☉). Par conséquent, l'étoile brillante Sirius pèse environ 2,02 M☉. La masse d'une étoile varie au cours de sa vie, à mesure que l'astre émet des vents stellaires, éjecte sa matière par un comportement pulsationnel, ou si une masse supplémentaire est accrétée, comme celle d'une étoile compagnon.

## Propriétés
Les étoiles sont parfois regroupées par masse en fonction de leur comportement évolutif à l'approche de la fin de leur durée de vie, selon leur stade de fusion nucléaire.
Les étoiles de très faible masse — d'une masse inférieure à 0,5 M☉ — n'entrent pas dans la branche asymptotique des géantes (AGB) mais évoluent directement en naines blanches. Du moins en théorie ; la durée de vie de ces étoiles est suffisamment longue — plus longue que l'âge de l'univers à ce jour — pour qu'aucune n'ait encore eu le temps d'évoluer jusqu'à ce point et d'être observée.
Les étoiles de faible masse avec une masse inférieure à environ 1,8–2,2 M☉ (selon la composition) pénètrent dans l'AGB, où elles développent un noyau d'hélium dégénéré.
Les étoiles de masse intermédiaire subissent une fusion d'hélium et développent un noyau carbone-oxygène dégénéré.
Les étoiles massives ont une masse minimale de 5 à 10 M☉. Ces étoiles subissent une fusion du carbone, leur vie se terminant par une explosion de supernova avec effondrement de cœur. Les trous noirs créés à la suite d'un effondrement stellaire sont appelés trous noirs de masse stellaire.
La combinaison du rayon et de la masse d'une étoile détermine la gravité de surface. Les étoiles géantes ont une gravité de surface beaucoup plus faible que les étoiles de la séquence principale, alors que c'est l'inverse pour les étoiles dégénérées et compactes telles que les naines blanches. La gravité de surface peut influencer l'apparence du spectre d'une étoile, une gravité plus élevée provoquant un élargissement des raies d'absorption.

## Portée
L'une des étoiles les plus massives connues est Eta Carinae, avec 100–200 M☉ ; sa durée de vie est très courte, quelques millions d'années tout au plus. Une étude de l'amas des Arches suggère que 150 M☉ est la limite supérieure pour les étoiles dans l'ère actuelle de l'univers,,. La raison de cette limite n'est pas connue avec précision, mais elle est en partie due à la luminosité d'Eddington qui définit la quantité maximale de luminosité pouvant traverser l'atmosphère d'une étoile sans éjecter les gaz dans l'espace. Cependant, une étoile nommée R136a1 dans l'amas d'étoiles RMC 136a a été mesurée à 215 M☉, remettant cette limite en question,. Une étude a déterminé que des étoiles de plus de 150 M☉ dans R136 ont été créées par la collision et la fusion d'étoiles massives dans des systèmes binaires proches, offrant un moyen de contourner la limite de 150 M☉.
Les premières étoiles à se former après le Big Bang peuvent avoir été plus grandes, jusqu'à 300 M☉ ou plus[réf. nécessaire], en raison de l'absence totale d'éléments plus lourds que le lithium dans leur composition. Cette génération d'étoiles supermassives de population III est cependant éteinte depuis longtemps et n'est actuellement que théorique.
Avec une masse de seulement 93 fois celle de Jupiter (MJ), soit 0,09 M☉, AB Doradus C, un compagnon de AB Doradus A, est la plus petite étoile connue subissant une fusion nucléaire dans son noyau. Pour les étoiles avec une métallicité similaire à celle du Soleil, la masse minimale théorique que l'étoile peut avoir, et subir encore une fusion au cœur, est estimée à environ 75 MJ,. Lorsque la métallicité est très faible, cependant, une étude récente des étoiles les plus faibles a révélé que la taille minimale des étoiles semble être d'environ 8,3 % de la masse solaire, soit environ 87 MJ,. Les corps plus petits sont appelés naines brunes, qui occupent une zone grise mal définie entre les étoiles et les géantes gazeuses.

## Évolution
Le Soleil perd de sa masse à cause de l'émission d'énergie électromagnétique et de l'éjection de matière avec le vent solaire. Il expulse environ (2–3) × 10−14 M☉ par an. Le taux de perte de masse augmentera lorsque le Soleil entrera dans le stade de la géante rouge, grimpant à (7–9) × 10−14 M☉ an−1 lorsqu'il atteindra l'extrémité de la branche de la géante rouge. Celle-ci montera à 10−6 M☉ an−1 sur la branche géante asymptotique, avant de culminer à une vitesse de 10−5 à 10−4 M☉ an−1 lorsque le Soleil générera une nébuleuse planétaire. Au moment où le Soleil deviendra une naine blanche dégénérée, il aura perdu 46 % de sa masse de départ.